# John B. Mason
John B. Mason, oppure John Mason pseudonimo di John Hill Belcher Mason (Orange, 28 ottobre 1858 – Stamford, 12 gennaio 1919), è stato un attore e cantante statunitense.

## Biografia

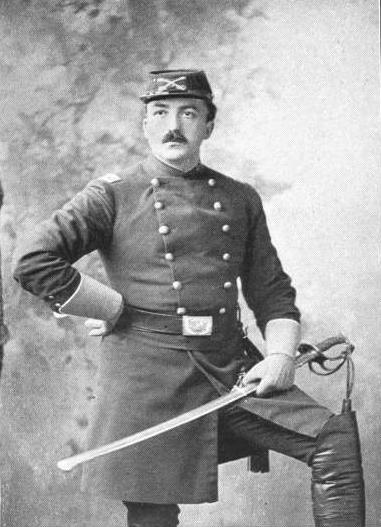
John B. Mason come Kerchival West, in Shenandoah, 1899

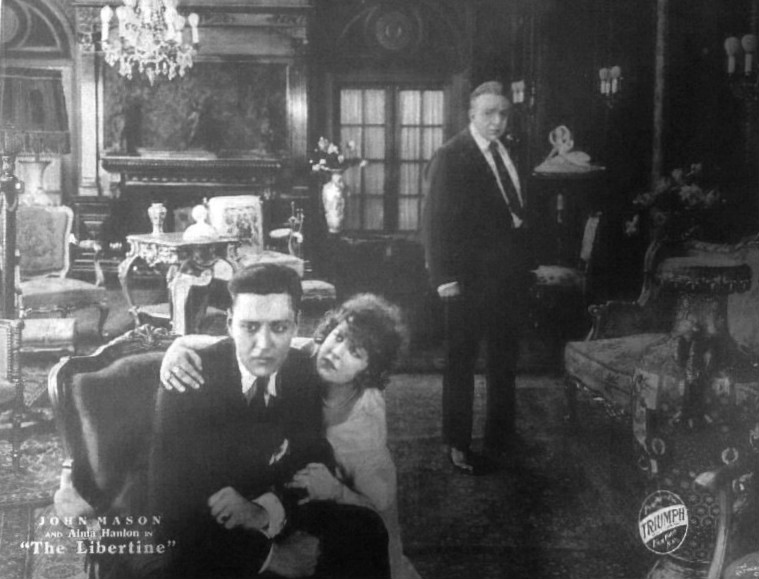
Dépliant per il film drammatico americano The Libertine (1916)

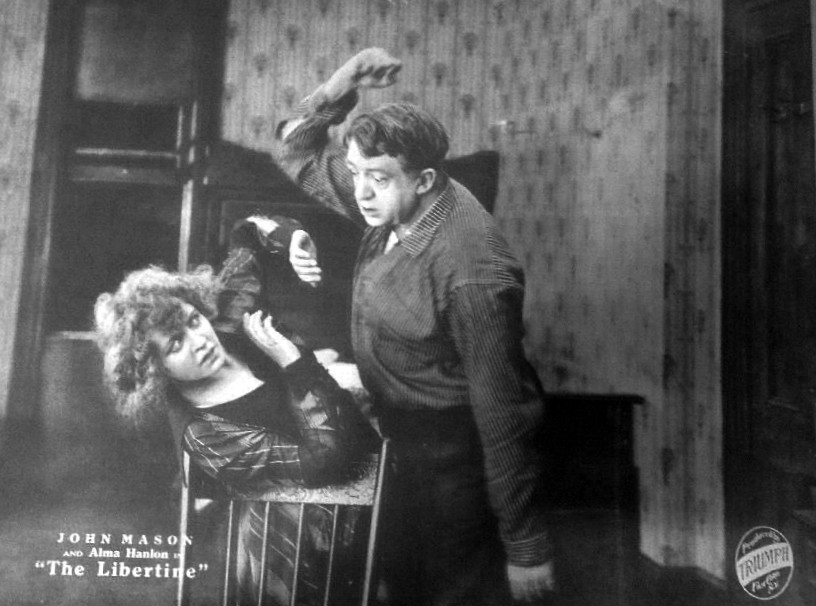
Dépliant per il film drammatico americano The Libertine (1916)

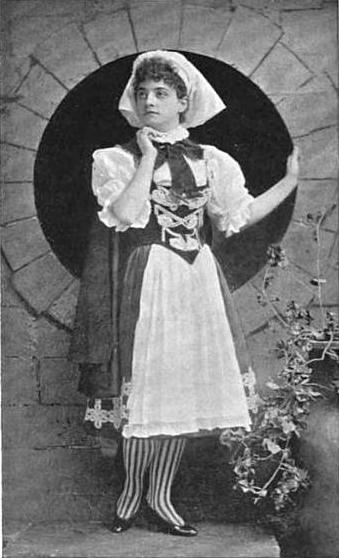
Marion Manola nel 1894

John B. Mason nacque il 28 ottobre 1858 a Orange, nel New Jersey come John Hill Belcher Mason, figlio dell'editore Daniel Gregory Mason e di Susan W. Belcher,nipote del dottor Lowell Mason, un noto educatore e compositore di musica cristiana.
Dall'interpretazione di classici inglesi e irlandesi, come Richard Brinsley Sheridan e Oliver Goldsmith, e di contemporanei americani, quali Burt Gillett e Percy MacKaye, ottenne grande successo e consensi sia in patria sia in Gran Bretagna, caratterizzandosi per serietà e preparazione professionale.
Si avvicinò alla recitazione studiando dapprima in Germania al Ginnasio di Francoforte sul Meno e successivamente perfezionandosi alla Columbia University dal 1876.
Debuttò sul palcoscenico nel 1878 al Walnut Street Theatre di Filadelfia e l'anno seguente iniziò una collaborazione di dodici anni con il Boston Museum, lavorando con William Warren, Dion Boucicault, John Lester Wallack e altri noti attori dell'epoca.
Il repertorio di John B. Mason si rivelò molto ampio e lui evidenziò una grande versatilità, dato che fu anche un apprezzato cantante,e diventò uno degli attori più popolari del suo tempo.
Ha interpretato il ruolo di primattore assieme a Elsie de Wolfe, Annie Russell e Minnie Maddern Fiske.
I suoi ruoli di maggior successo furono probabilmente quello di Jack Brookfield nello spettacolo L'ora magica (The Witching Hour, 1907), e in L'estate di San Martino (Indian Summer, 1913) del commediografo Augustus Thomas, oltre che in Hedda Gabler del drammaturgo Henrik Ibsen.
Ha recitato nel vaudeville per qualche anno con Marion Manola, la sua futura moglie.
John B. Mason fu anche un attore cinematografico noto per The Fatal Card (1915), The Reapers (1916) e Moral Suicide (1918).
Si sposò con la star dell'opera comica Marion Stevens (alias Marion Manola), il 1º maggio 1891 e successivamente con Katherine Gray (nata Best).
John B. Mason morì il 12 gennaio 1919 in un ospedale a Stamford, nel Connecticut, a causa di complicazioni dovute alla malattia di Bright.
Augustus Thomas una volta paragonò John B. Mason al grande attore francese Lucien Guitry: «Ha tutto ciò che Guitry ha e inoltre ha la capacità di indossare un abito e di comportarsi in un salone con la grazia di un nobile».

## Filmografia
- Jim the Penman, regia di Edwin S. Porter (1915);
- The Fatal Card, regia di James Kirkwood (1915);
- The Reapers, regia di Burton L. King (1916);
- The Libertine, regia di Julius Steger, Joseph A. Golden (1916);
- Suicidio morale (Moral Suicide), regia di Ivan Abramson (1918)